# Luau (Angola)
Luau ist eine Kleinstadt und Sitz eines gleichnamigen Kreises (Município) in der angolanischen Provinz Moxico Leste an der Grenze zur Demokratischen Republik Kongo. 

## Geschichte
Bis 1975 trug die Stadt den portugiesischen Namen Vila Teixeira de Sousa, nach dem portugiesischen Politiker António Teixeira de Sousa (1857–1917). Nach der Unabhängigkeit 1975 erhielt sie ihre heutige Bezeichnung.
Von ehemals 90.000 Einwohnern schrumpfte die Bevölkerung nach 26 Jahren Bürgerkrieg in Angola (1975–2002) drastisch. Der Bürgerkrieg hatte sämtliche Nachschubwege in die Stadt zerstört und die strategisch günstige Lage an der Grenze zur Demokratischen Republik Kongo machte Luau sowohl für Rebellen der UNITA als auch für die Regierungstruppen interessant. Als sich die Interessenskämpfe auf Luau konzentrierten, verließ die Bevölkerung zum allergrößten Teil die Stadt. Als „Erbe“ des Krieges waren gut 13 Minenfelder rund um die und auch in der Stadt übrig geblieben.
Nach dem Ende des Bürgerkriegs 2002, und dem folgenden Wirtschaftsaufschwung und der fortgeschrittenen Minenräumung wuchs die Einwohnerzahl wieder, insbesondere durch zurückkehrende Flüchtlinge. Die Einwohnerzahl Luaus wurde 2013 wieder auf über 70.000 geschätzt. Genaue Bevölkerungsdaten soll die Volkszählung 2014 liefern.

## Verkehr
Luau ist der Grenzbahnhof der Benguelabahn.
Von der hiesigen Grenze zur Demokratischen Republik Kongo führt eine Überlandstraße nach Saurimo.

## Söhne und Töchter der Stadt
- António Segadães Tavares (* 1944), portugiesischer Bauingenieur